# Jonas Okétola
Jonas Flavien Okétola est un footballeur béninois né le 27 août 1983 au Nigeria.
Il a participé à la Coupe d'Afrique des nations 2004 puis à la Coupe d'Afrique des nations 2008 avec l'équipe du Bénin. Il compte 24 sélections (un but) depuis 2000.

## Carrière
- 1998-2003 : Dragons de l'Ouémé ( Bénin)
- 2004-2005 : Enyimba FC ( Nigeria)
- 2006-2008 : Kwara United ( Nigeria)
- 2008- : AmaZulu FC ( Afrique du Sud)[1],[2]